# Antin Wasyńczuk
Antin (Antoni) Wasyńczuk (ukr. Антін Васиньчук), też Antin Wasylczuk (ukr. Антін Васильчук); ur. 21 listopada 1885 w Chełmie, zm. 13 maja 1935 w Chełmie) – ukraiński działacz społeczny na Chełmszczyźnie, polityk, agronom. W latach 1918–1919 minister pełnomocny URL ds. repatriacji prawosławnej ludności Chełmszczyzny i Podlasia. W 1920 założyciel towarzystwa Ridna Chata i gazety Nasze Żyttia w Chełmie.
W latach 1922–1927 poseł do Sejmu I kadencji, a w okresie od 1922 do 1923 prezes Ukraińskiej Reprezentacji Parlamentarnej. Organizator ukraińskiego ruchu spółdzielczego na Chełmszczyźnie. Opowiadał się za szeroką autonomią dla ludności ukraińskiej w ramach państwa polskiego, dążył do porozumienia z władzami II Rzeczypospolitej. Sprzeciwiał się wpływom radykalnych ideologii pośród Ukraińców zamieszkujących Polskę – zarówno komunizmu, jak i skrajnego nacjonalizmu.
Brat Pawła Wasyńczuka.

## Wczesne lata
Antin Wasyńczuk pochodził z rodziny mieszczan-rolników Kłymentija (Klemensa) i Marii z domu Dżaman. Był najstarszym dzieckiem tego małżeństwa. Miał troje rodzeństwa: Pawło (Pawła) (1893–1944), Mikołaja (ur. 1897) i Marię (1905–1945). Ukraińska unicka rodzina Wasyńczuków, pochodzenia chłopskiego, wywodziła się z miejscowości Iłowa położonej na Chełmszczyźnie. W 1810 Mikołaj Wasyńczuk (1765–1845), prapradziadek Antina, osiedlił się w Chełmie. Od tego czasu rodzina Wasyńczuków zamieszkiwała to miasto.
W różnych materiałach dotyczących zarówno samego Antina, jak i jego brata Pawło, ich nazwisko często występuje w formie „Wasylczuk” (szczególnie, gdy zapisywane jest cyrylicą). Jak podaje biograf Wasyńczuka, dr Mirosław Szumiło, w 1917 Antin, Pawło oraz ich kuzyn Jerzy zmienili nazwisko na wcześniej wspomniane (na początku lat 20. XX wieku Antin posiadał dokumenty osobiste na nazwisko „Wasylczuk”). Do pierwotnego jego brzmienia powrócili w 1923. Prasa ukraińska pozostała jednak przy formie „Wasylczuk”.
W większości wydawnictw poświęconych postaci Wasyńczuka podawana jest błędna data jego narodzin – 16 lipca. Datę 21 listopada 1885 wskazują jednak dane Urzędu Stanu Cywilnego w Chełmie oraz zapis w dowodzie osobistym samego zainteresowanego, przywoływany przez biografa Wasyńczuka, Mirosława Szumiłę. Antin został ochrzczony w prawosławnym soborze katedralnym w Chełmie (obecnie rzymskokatolicka bazylika Narodzenia Najświętszej Maryi Panny). Pierwsze lata przeżył w rodzinnym domu, położonym przy ulicy Browarnej.

## Edukacja

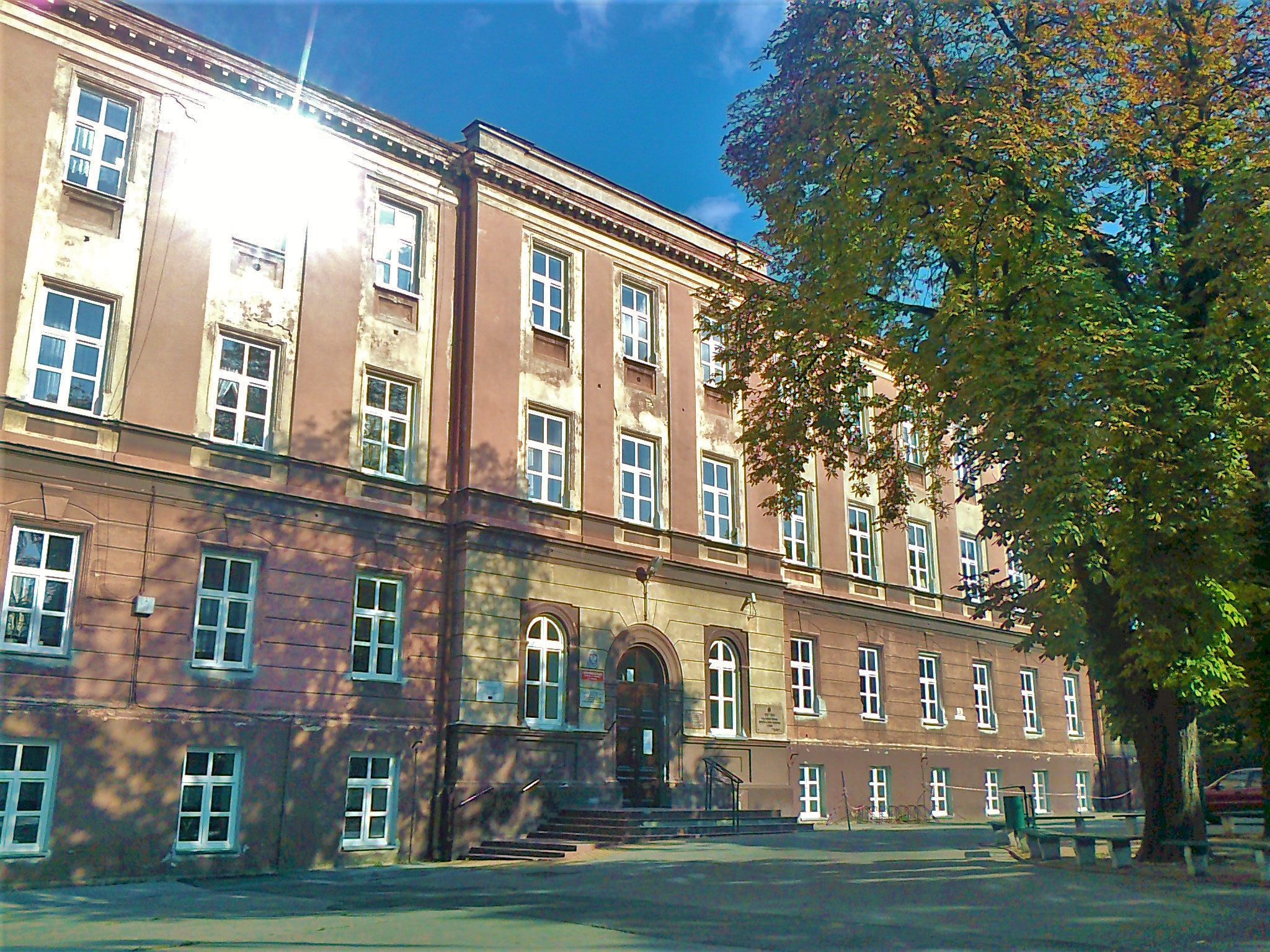
Budynek I LO im. Stefana Czarnieckiego w Chełmie, dawnego seminarium prawosławnego, do którego uczęszczał Antin Wasyńczuk

W 1894 Antin Wasyńczuk rozpoczął edukację w szkole jednoklasowej działającej przy chełmskim seminarium duchownym. Następnie, od 1895, uczęszczał do szkoły duchownej, przygotowującej uczniów do seminarium duchownego. Był dobrym uczniem, jednak nie wykazywał zapału do nauki przedmiotów związanych z kwestiami religijnymi. Pomimo tego, w 1900 rozpoczął naukę w prawosławnym seminarium duchownym w Chełmie. Uczęszczających do niego poddawano rusyfikacji, jak również wpajano poglądy antykatolickie i antypolskie. U Wasyńczuka indoktrynacja ta wywarła skutki  odwrotne od zamierzonych. Po rewolucji w 1905 wstąpił do nielegalnej organizacji ukraińskiego ruchu narodowego – Hromady chełmskiej, mającej charakter kulturalno-oświatowy. Gdy posunięcie to wyszło na jaw, został wydalony z seminarium w Chełmie i przeniesiony do Symferopola na Krymie, gdzie kontynuował naukę w tamtejszym seminarium duchownym. Tam też zdał maturę.
W 1905 znalazł się w Kijowie, gdzie studiował na Wydziale Agronomicznym tamtejszego Instytutu Politechnicznego Imperatora Aleksandra. Działał wówczas w Ukraińskich Studenckich Hromadach, niepodległościowych organizacjach o charakterze socjalistycznym. W tym czasie nawiązał kontakty z Polakami, prowadzącymi podobną działalność, m.in. w Korporacji studentów Polaków Uniwersytetu i Politechniki. W 1909 lub 1910 Wasyńczuk przeniósł się do Nowej Aleksandrii (ówczesna nazwa Puław), gdzie uczęszczał do Instytutu Gospodarstwa Wiejskiego i Leśnictwa. Uczelnię ukończył w 1911, otrzymując tytuł uczonego agronoma 1 kategorii.
Dalsza edukacja Wasyńczuka i jego pierwsze doświadczenia zawodowe nie są do końca poznane. Najprawdopodobniej studiował następnie na politechnice w Rosji (jako asystent), potem zatrudniony był w ziemstwie połtawskim, później pracował jako inżynier gubernialny w Grodnie. Od 1915 do 1916 był słuchaczem Wydziału Ekonomicznego Instytutu Handlowego w Kijowie. Według części źródeł, miał być także studentem w Heidelbergu, gdzie poznał swą późniejszą żonę, Polkę wyznania rzymskokatolickiego, Stefanię Galińską. Ich ślub miał miejsce prawdopodobnie w 1916. 11 października 1917 na świat przyszedł ich syn Klemens, a 28 czerwca 1918 w Nieżynie – córka Irena.

## Działalność polityczna
Według niektórych źródeł, na początku 1917 Wasyńczuk zgłosił się na ochotnika do armii rosyjskiej, pragnąc prowadzić w jej szeregach akcję propagandową mającą na celu uświadamianie narodowe żołnierzy pochodzenia ukraińskiego. Następnie, po wybuchu rewolucji lutowej, miał być zaangażowany w likwidację carskiej administracji w Kijowie, stojąc na czele zrewoltowanych telegrafistów i telefonistów, potem zasiadać w komitecie wykonawczym delegatów robotników i żołnierzy. Miał także zostać prezesem Komisji prowincjonalnej zajmującej się aprowizacją okręgu wojskowego, a w końcu członkiem zarządu Kijowa. Mirosławowi Szumile informacji tych nie udało się jednak zweryfikować.
27-28 marca 1917 Wasyńczuk był delegatem na gubernialny kooperatywny zjazd Kijowszczyzny. W tym czasie został również członkiem Związku Ukraińskich Autonomistów-Federalistów, późniejszej Ukraińskiej Partii Socjalistów-Federalistów, ugrupowania popierającego Rząd Tymczasowy Rosji i opowiadającego się za szeroką autonomią Ukraińców w ramach federacyjnej Rosji. Najprawdopodobniej wszedł także w skład Ukraińskiej Centralnej Rady.

### Minister pełnomocny URL ds. repatriacji
Po przewrocie bolszewickim (rewolucji październikowej) i obaleniu Rządu Tymczasowego Rosji w Piotrogrodzie, w konsekwencji ogłoszeniu tzw. III Uniwersału przez Centralną Radę i proklamowaniu powstania Ukraińskiej Republiki Ludowej (URL) 20 listopada 1917, Wasyńczuk otrzymał propozycję wejścia w skład socjalistycznego rządu Wołodymyra Wynnyczenki – miał zostać wiceministrem rolnictwa lub dyrektorem departamentu w ministerstwie spraw wewnętrznych. Nie przyjął tych ofert, ze względu na radykalizm nowo powstałego gabinetu (który próbował konkurować z bolszewikami, ogłaszając m.in. zniesienie prywatnej własności ziemi). Pomimo tego, po zawarciu 9 lutego 1918 w Brześciu traktatu przez władze URL z państwami centralnymi, zakładającego m.in. włączenie w skład Ukraińskiej Republiki Ludowej Chełmszczyzny i części Podlasia, stanął na czele delegacji, która udała się na te ziemie, w celu zbadania tamtejszej sytuacji. Pod koniec marca 1918 Wasyńczuk przybył do Brześcia.
Najprawdopodobniej w kwietniu 1918 Antin Wasyńczuk został ministrem pełnomocnym URL do spraw repatriacji. Jego zadaniem było umożliwienie ponownego osiedlenia się na wspomnianych terenach ludności prawosławnej, która została przymusowo ewakuowana wraz z wycofującą się armią rosyjską latem 1915. Rezydował w Równem, a w swej działalności współpracował z przedstawicielami Niemiec, Austro-Węgier, polskiej Rady Regencyjnej i Międzynarodowego Czerwonego Krzyża. Utworzył międzypaństwową komisję repatriacyjną z siedzibą w Kowlu oraz kilkanaście mniejszych komisji w innych miastach znajdujących się na Wołyniu i Polesiu. W swojej pracy nie kierował się narodowością repatriantów, traktując równo Ukraińców i Polaków. W tym czasie współpracował m.in. z endeckim politykiem Stanisławem Moskalewskim, prezesem Zarządu Rejonowego Centralnego Komitetu Obywatelskiego na Ukrainie, organizującym repatriację Polaków do Królestwa Polskiego. Opowiadał się za ukraińsko-polską kooperacją skierowaną przeciwko Rosjanom.

### Działalność społeczno-polityczna na Chełmszczyźnie

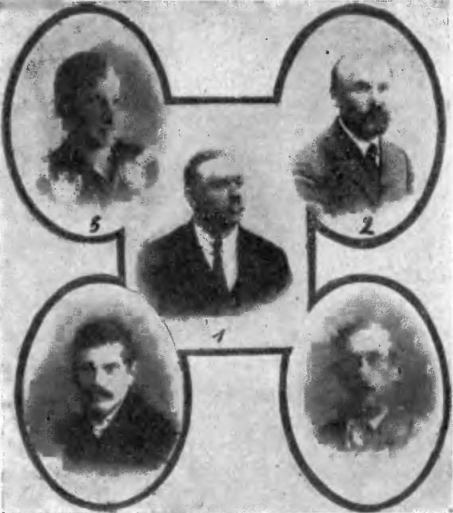
Liderzy Ridnej Chaty ok. 1924: Antin Wasyńczuk (przewodniczący, nr 1), Semen Lubarski (zastępca przewodniczącego, nr 2), Maria Fedoń (członek, 5), Konstanty Soszyńskyj (sekretarz, na dole po lewej) i Iwan Nowosad (skarbnik, na dole po prawej)

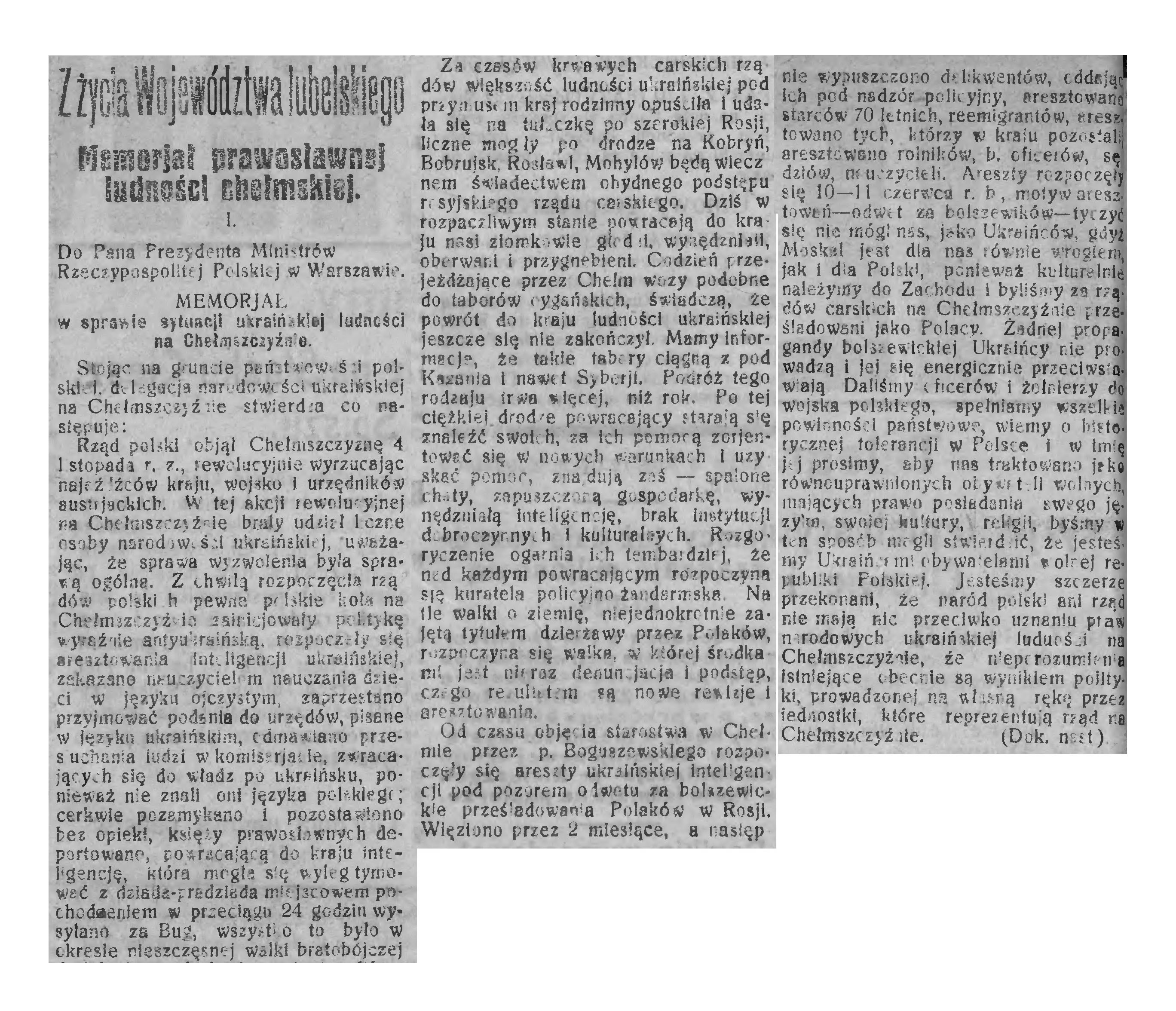
Fragment Memoriału w sprawie sytuacji ukraińskiej ludności na Chełmszczyźnie stworzonego przez Wasyńczuka, przedłożonego polskiemu rządowi w październiku 1919, opublikowanego przez Ziemię Lubelską 7 października 1919

Na przełomie 1918 i 1919 Antin Wasyńczuk powrócił wraz z rodziną do Chełma. Tam skupił się na prowadzeniu działalności społecznej pośród prawosławnych Ukraińców, opowiadając się za aktywnością na tym polu w ramach państwa polskiego. Od początku 1919, w domu Wasyńczuka działał Ukraiński Komitet Dobroczynności, którego był przewodniczącym. Organizacja skupiła się na pomocy materialnej i działalności edukacyjnej oraz kulturowej pośród ukraińskiej ludności Chełmszczyzny. Wkrótce przekształciła się ona w Towarzystwo Dobroczynności Ridna Chata. Antin Wasyńczuk działał także w Ukraińskim Towarzystwie Pedagogicznym, założonym w lutym 1919, na czele którego stał jego kuzyn, Jerzy Wasyńczuk. Celem tej organizacji była działalność na rzecz szkolnictwa ukraińskiego.
Jesienią 1919 Wasyńczuk opublikował Memoriał w sprawie sytuacji ukraińskiej ludności na Chełmszczyźnie, w którym jasno opowiedział się za lojalnością wobec władz polskich. W dokumencie opisywał też sytuację Ukraińców na tych ziemiach, deklarował spełnianie przez nich wszelkich powinności wobec RP jako obywateli polskich, a także postulował wprowadzenie całkowitego ich równouprawnienia. Przekonywał również, że są oni wrogo nastawieni wobec bolszewizmu, podobnie jak Polacy. Memoriał zawierał postulat otwarcia ukraińskich szkół ludowych, prywatnego gimnazjum w Chełmie, dopuszczenia języka ukraińskiego w sądach i urzędach, uporządkowania spraw cerkiewnych i zorganizowania doradczego wobec władz polskich Komitetu Ukraińskiego z siedzibą w Chełmie. W październiku 1919, na czele delegacji, Wasyńczuk złożył dokument w Ministerstwie Spraw Wewnętrznych (7 października) i w Kancelarii Prezesa Rady Ministrów (8 października). Władze polskie zareagowały na memoriał nieprzychylnie, a samo pismo pozostało bez oficjalnej odpowiedzi. Nie udało się także oficjalnie zarejestrować Ridnej Chaty, która pomimo tego kontynuowała swą działalność.
Jesienią 1919 Wasyńczuk został prezesem Delegatury Ukraińskiej, międzypartyjnej rady politycznej skupiającej przedstawicieli wszystkich ukraińskich partii politycznych działających na terenie byłego zaboru rosyjskiego. Ponadto, 26 lutego 1920 przewodził delegacji, która spotkała się z wojewodą lubelskim Stanisławem Moskalewskim, przedstawiając postulaty podobne do tych opublikowanych w Memoriale... Polski urzędnik obiecał przyjrzeć się położeniu ludności ukraińskiej, jednak wizyta ta nie przyniosła żadnych wymiernych rezultatów. W tym czasie Wasyńczuk utrzymywał już także kontakty z polskim ruchem socjalistycznym (Polską Partią Socjalistyczną) oraz socjaldemokratami ze Lwowa. 9 czerwca 1920 brał udział w konferencji polskich i ukraińskich ugrupowań politycznych, która odbyła się na zaproszenie sejmowych ugrupowań lewicowych i centrowych. W wydarzeniu tym reprezentowani byli Ukraińcy z Chełmszczyzny, Podlasia, zachodniego Polesia i Wołynia (delegacji tej współprzewodniczyli Wasyńczuk i Marko Łuckewycz) oraz reprezentanci PPS, PSL „Piast”, PSL „Wyzwolenie”, PSL Lewica i Narodowej Partii Robotniczej. Efektem tego spotkania był memoriał postulujący i opisujący autonomię narodowo-terytorialną dla ziem zamieszkałych przez ludność ukraińską w Polsce. Dokument w szczegółowy sposób poruszał kwestie administracji, szkolnictwa, języka, samorządu i spraw wyznaniowych. Memoriał miał stać się przedmiotem obrad Sejmu, jednak upadek rządu Leopolda Skulskiego temu przeszkodził.
W czerwcu 1920 Antin Wasyńczuk otrzymał koncesję na wydawanie gazety Nasze Żyttia (ukr. Наше Життя, Nasze Życie) – pierwszego ukraińskiego czasopisma na terenie byłego zaboru rosyjskiego. Drukowane ono było w domu Wasyńczuka, a redaktorem odpowiedzialnym został jego brat, Pawło. 27 czerwca wyszedł pierwszy numer czasopisma (przy wsparciu finansowym udzielonym przez lwowską Ukraińską Partię Socjal-Demokratyczną). Podejmowało ono tematykę społeczną, polityczną, kulturalną oraz ekonomiczną, wskazując przede wszystkim na potrzeby i dążenia ludności ukraińskiej. Autorzy publikujący w czasopiśmie deklarowali jednocześnie lojalny stosunek do państwa polskiego i pragnienie równoprawnej współpracy z Polakami.
11 sierpnia 1920 Antin Wasyńczuk oraz jego brat, zostali aresztowani przez policję i osadzeni w lubelskim więzieniu wojskowym. Władze polskie uznały ich za osoby niepewne, ze względu na zbliżanie się Armii Czerwonej i na podstawie opublikowanego w Nasze Żyttia artykułu, w którym krytykowano wschodnią politykę rządu oraz nawoływano do zawarcia pokoju z bolszewikami. W sierpniu 1920 władze polskie zamknęły czasopismo, zakazały działalności Ukraińskiemu Towarzystwu Pedagogicznemu i zdelegalizowały Ridną Chatę (które pomimo tego kontynuowało swą działalność). Wasyńczuk sprzeciwiał się tym decyzjom, korzystając ze wsparcia (również na polu sejmowym) PPS-owskiego posła, Mariana Malinowskiego. Na początku 1921 bracia Wasyńczukowie zostali zwolnieni z aresztu, lecz pozostawali pod nadzorem policyjnym. 4 maja 1921 Antin Wasyńczuk przewodził prezydium zjazdu przedstawicieli ludności ukraińskiej Chełmszczyzny i Podlasia, który opracował dokument domagający się przestrzegania zawartych w konstytucji praw mniejszości narodowych. Następnie, na czele delegacji, złożył go w czerwcu 1921 na ręce Macieja Rataja, ministra wyznań religijnych i oświecenia religijnego. Gdy to nie odniosło skutku, Wasyńczuk zwrócił się do klubów parlamentarnych PSL i PPS. W odpowiedzi, Sejm wysłał posłów Stanisława Thugutta i Eugeniusza Śmiarowskiego, którzy odwiedzili Chełm 2 lipca 1921 i przyjrzeli się położeniu tamtejszej ludności ukraińskiej.

## Poseł na Sejm
Wiosną 1922 Wasyńczuk opowiedział się za udziałem ukraińskich polityków działających w Polsce w wyborach do Sejmu. Stało się tak nawet pomimo bojkotu ogłoszonego przez premiera emigracyjnego rządu Zachodnioukraińskiej Republiki Ludowej, Jewhena Petruszewycza. Swą decyzję Wasyńczuk motywował stwierdzeniem, że lepiej mieć w Sejmie nie tylko przyjaciół, ale i swoich własnych przedstawicieli, (...) aby potrzeby naszego języka, wiary i kultury były uwzględnione. Pomimo tego, dawał także wyraz swoim obawom o rzetelność przeprowadzenia wyborów. Obawiał się ich sfałszowania. W kwietniu Wasyńczuk stanął na czele Ukraińskiego Komitetu Wyborczego Chełmszczyzny i Podlasia. Został także wiceprzewodniczącym Centralnego Ukraińskiego Komitetu Wyborczego Chełmszczyzny, Podlasia, Wołynia i Polesia. Początkowo pragnął współpracować blisko z PPS i PSL „Wyzwolenie”. Ostatecznie został jednym ze współtwórców Bloku Mniejszości Narodowych (BMN) – w ten sposób ugrupowania ukraińskie stały się równorzędnym partnerem dla partii innych mniejszości narodowych zamieszkujących Polskę. Takiego statusu nie mogły zagwarantować im stronnictwa polskie.
12 czerwca 1922 udało się zarejestrować Towarzystwo Dobroczynności Ridna Chata. Jego działalność została zalegalizowana także przez wojewodę lubelskiego. 5 września wznowiono również wydawanie tygodnika Nasze Żyttia. W październiku 1922 Wasyńczuk został przewodniczącym zarządu Towarzystwa (Marek Szumiło podaje datę 1 października, a Jerzy Doroszewski – 15 października). W tym czasie prowadził także swą kampanię wyborczą. Jego nazwisko znalazło się na wysokim miejscu na liście państwowej, a także na 1. miejscu na liście BMN w okręgu wyborczym nr 28, obejmującym Janów Lubelski, Krasnystaw i Hrubieszów.

### Prezes Ukraińskiej Reprezentacji Parlamentarnej
W wyniku wyborów, które miały miejsce 5 i 12 listopada 1922, Wasyńczuk dostał się do Sejmu z listy państwowej. Wybrano go także w okręgu nr 28, jednak w tym przypadku zrzekł się mandatu na korzyść Semena Lubarskiego, który zajmował 2. pozycję na liście wyborczej. 22 listopada 1922 Wasyńczuk został wybrany jednogłośnie przez posłów ukraińskich na prezesa Ukraińskiego Klubu Sejmowego. Został także prezesem Ukraińskiej Reprezentacji Parlamentarnej (URP), w skład której weszli zarówno posłowie, jak i senatorowie narodowości ukraińskiej. Przewodniczył również komisji rolno-ekonomicznej klubu i był referentem URP w tych sprawach. W działalności parlamentarnej Wasyńczuk opowiadał się za współpracą z polskimi ugrupowaniami lewicowymi oraz innymi podmiotami reprezentującymi mniejszości narodowe zamieszkujące Polskę. W składzie URP należał do frakcji skupiającej umiarkowanych socjalistów-federalistów. W polskim Sejmie Wasyńczuk wszedł w skład komisji spraw zagranicznych i komisji rolnej.
Wasyńczuk opowiedział się za poparciem przez ukraińskich posłów wniosku o wotum zaufania dla rządu generała Władysława Sikorskiego utworzonego po zamordowaniu prezydenta Gabriela Narutowicza (grudzień 1922). W zamian za to, premier zgodził się na pewne ustępstwa na rzecz ludności ukraińskiej (m.in. dotyczących zamkniętych szkół i cerkwi prawosławnych). Wasyńczuk, jako członek sejmowej komisji rolnej, szczególnie interesował się kwestią m.in. osadnictwa na Kresach Wschodnich. Pomoc dla polskich osadników i dyskryminację chłopów ukraińskich na tych terenach uznawał za poważną przeszkodę na drodze do porozumienia obu narodowości na wsi. Polityk był także bardzo aktywny w kwestiach dotyczących szkolnictwa – postulował m.in. wprowadzenie języka ukraińskiego jako wykładowego we wszystkich szkołach na Chełmszczyźnie, Podlasiu i Polesiu. Pomimo to, był krytykowany przez tę część ukraińskich działaczy, którzy domagali się działań opozycyjnych wobec państwa polskiego. Gdy posłowie ukraińscy niewielką większością głosów zadecydowali o nieuczestniczeniu w obradach Sejmu, niezgadzający się z tą decyzją Wasyńczuk złożył 16 marca 1923 dymisję z funkcji prezesa Ukraińskiej Reprezentacji Parlamentarnej.

### Autonomista-federalista
Po złożeniu rezygnacji z przywództwa w URP, Wasyńczuk postanowił zbudować w klubie własną frakcję, mającą być przeciwwagą dla rewolucyjnych, proradzieckich socjalistów oraz prawicowców (powiązanych z Ukraińską Ludową Partią Pracy). Do jego grupy przystąpili: Semen Lubarski (poseł), Aleksander Karpiński, Demian Hersztański i Iwan Pasternak (senatorowie). Celem grupy było 

doprowadzenie do zdobycia dla ukraińskiego terytorium etnograficznego w granicach Polski szerokiej autonomii polityczno-narodowej z własnym Sejmem, sądownictwem, administracją, szkolnictwem i wojskiem, uważając taką autonomię jako odpowiednią formę przechodnią do czasu spełnienia idei Wielkie Sobornej Ukrainy.

 28 maja 1923 Wasyńczuk podczas zjazdu Ukraińców z Chełmszczyzny i Podlasia w Chełmie przedstawił założenia programowe swojej grupy. Mówił wtedy m.in. 

Żądamy autonomii terytorialnej dla Galicji, Wołynia, Polesia, Chełmszczyzny i Podlasia z siedzibą odrębnego Sejmu we Lwowie, Łucku czy Chełmie, który by uchwalał ustawy, decydował w sprawach szkolnych, administracyjnych i o podziale prowincji. Idę dalej – żądam pułków ukraińskich w armii polskiej, daję jako przykład Austrię, Szwajcarię. Pułki ukraińskie winny pełnić służbę na ziemiach ukraińskich – za obronę Polski przed wrogami winniśmy otrzymać należne nam prawa. Żądam by pieniądze polskie były z ukraińskimi napisami.

 W tym czasie w Sejmie zajmował się głównie zagadnieniami związanymi z rolnictwem (był przeciwnikiem osadnictwa polskiego na Kresach) i samorządem terytorialnym. Jednocześnie cały czas kierował działalnością Ridnej Chaty.
W drugiej połowie 1923 zarysował się konflikt pomiędzy oboma braćmi Wasyńczukami. Pawło żądał ostrej walki z gabinetem Wincentego Witosa, Antin opowiadał się za prowadzeniem dialogu z polskim rządem. Na początku 1924 doszło do rozłamu w Ukraińskiej Reprezentacji Parlamentarnej. Pomimo starań A. Wasyńczuka, który pragnął zachowania jedności, 22 lutego powstał osobny Klub Ukraińskich Socjal-Demokratów, do którego przeszli lewicowi członkowie URP. Natomiast w marcu 1924 Pawło Wasyńczuk wraz z Andrijem Bratuniem, Maksymem Czuczmajem i Stepanem Makiwką rozpoczął tworzenie nowego ugrupowania – Ukraińskiego Zjednoczenia Socjalistycznego Selanśkyj-Sojuz (Sel-Sojuz). Postępowała dezintegracja URP, która ostatecznie odrzuciła program autonomistów-federalistów. Antin Wasyńczuk pozostawał jednak wierny swoim poglądom, przez co pośród ukraińskich posłów i senatorów znany był pod przydomkiem Antonomia.
Wiosną 1924 Wasyńczuk angażował się w działalność spółdzielczą pośród Ukraińców w Chełmszczyźnie. 13 kwietnia z jego inicjatywy powstała kooperatywa spożywcza „Dobrobut” w Chełmie. Wasyńczuk został członkiem jej Komisji Rewizyjnej. 11 maja otworzył zjazd kooperatywny Chełmszczyzny, Podlasia, Polesia i Wołynia, podczas którego zaproponował utworzenie Ukraińskiego Banku Ludowego. 7 czerwca został zastępcą przewodniczącego Zarządu Ekonomicznej Rady Wołynia, Chełmszczyzny, Podlasia i Polesia.
Pod koniec lipca 1924 Wasyńczuk złożył oświadczenie o wystąpieniu z Ukraińskiej Reprezentacji Parlamentarnej. Do powrotu próbował namówić go Wasyl Dmytriuk, wysłany przez kierownictwo URP, jednak bezskutecznie. Ostatecznie, 23 października prezydium URP wydało komunikat, w którym poinformowało o tym, że Wasyńczuk nie jest już członkiem tego ugrupowania. Znalazł się on w izolacji politycznej, biorąc pod uwagę rosnącą popularność Sel-Sojuzu i wpływy pośród ludności ukraińskiej nielegalnej Komunistycznej Partii Zachodniej Ukrainy (KPZU). Sytuacji tej nie polepszyło powstanie 11 lipca 1925 Ukraińskiego Zjednoczenia Narodowo-Demokratycznego (UNDO), w skład którego weszła część frakcji autonomistów-federalistów z URP.
23 listopada 1924 Wasyńczuk zrezygnował ze stanowiska przewodniczącego Towarzystwa Ridna Chata, ze względu na rosnące w tej organizacji wpływy Sel-Sojuzu i KPZU. Zastąpił go Iwan Pasternak. 17 maja 1925 został on usunięty także z zarządu Towarzystwa.
10 października we Lwowie powstało Ukraińskie Włościańsko-Robotnicze Zjednoczenie Socjalistyczne (Sel-Rob), po połączeniu większej części wołyńsko-chełmskiego Sel-Sojuzu oraz galicyjskiej grupy Narodna Wolja. Ugrupowanie politycznie i społecznie zbliżone było do KPZU.

### Walka o odzyskanie dawnej pozycji politycznej
W listopadzie 1925 Wasyńczuk rozpoczął działania mające przywrócić mu utracone wpływy i dawną pozycję. M.in. zorganizował powiatowy zjazd gospodarczy w Chełmie. Przewrót majowy powitał z nadzieją na poprawę położenia Ukraińców w Polsce, popierając dotychczasowe działania marszałka Józefa Piłsudskiego. W tym czasie utrzymywał ożywione kontakty z piłsudczykiem, Tadeuszem Hołówką. Nowe władze nie spełniły pokładanych w nich nadziei, nie wykazując chęci do zmiany polityki asymilacyjnej. Jesienią 1926 z inicjatywy Wasyńczuka w Chełmie powstał Klub Mieszczan-Rolników. Organizacja ta, która w jego zamyśle miała umożliwić mu odzyskanie dawnej pozycji politycznej, była złożona z Polaków i Ukraińców, a jej celem było zapewnienie małorolnym i bezrolnym mieszkańcom Chełma ziemi z parcelacji jednego z tamtejszych majątków. Nie odniosła ona jednak sukcesu.
15 stycznia 1927 w Chełmie założono spółdzielnię rolniczo-handlową Ukraińskie Zjednoczenie Gospodarcze (UHO), Wasyńczuk został prezesem jej Rady Nadzorczej. Początkowo organizacja rozwijała się bardzo prężnie, wkrótce udało jej się otworzyć kilka sklepów i punktów usługowych.
Tymczasem wewnątrz Sel-Robu narastał konflikt, który zakończył się rozłamem. Wykazujący poglądy antyradzieckie Pawło Wasyńczuk został usunięty ze składu partii. Podobną drogą podążył cały chełmski Okręgowy Komitet Sel-Robu. Pawło nawiązał współpracę ze swoim bratem i reaktywował 17 kwietnia 1927 Sel-Sojuz w Chełmie. Obaj bracia próbowali oczyścić Ridną Chatę spod wpływów Sel-Robu i KPZU.
22 maja 1927 w kino-teatrze „Oaza” w Chełmie odbył się, zwołany przez Antina Wasyńczuka i grupę jego zwolenników, „nadzwyczajny zjazd narodowy przedstawicieli ludności ukraińskiej województwa lubelskiego”. Jego celem miał być wybór nowego Ukraińskiego Komitetu Narodowego Chełmszczyzny i Podlasia. Zjazd został określony przez Sel-Rob jako „samozwańczy”. W jego trakcie Antin Wasyńczuk opowiedział się za lojalnością wobec władz polskich, współpracą narodu ukraińskiego z Polską, a także przeciwko dążeniom proradzieckim. Jego poglądy zostały ostro skrytykowane przez posłów Serhija Chruckiego i Stepana Makiwkę, którzy nazwali go „szpiclem”, „prowokatorem władz polskich” i „zdrajcą posłów ukraińskich”. Ostatecznie Antin Wasyńczuk został wybrany na przewodniczącego Ukraińskiego Komitetu Narodowego Chełmszczyzny i Podlasia przeważającą większością głosów. Komitet wezwał do zakładania kooperatyw rolniczo-handlowych, produkcyjnych, kredytowych, spożywczych, a także do utworzenia Ukraińskiego Banku Ludowego w Chełmie oraz do organizowania się ludności ukraińskiej przed nadchodzącymi wyborami samorządowymi. 9 października 1927 założono Ukraiński Bank Ludowy. Antin Wasyńczuk został członkiem jego Rady Nadzorczej.

## Poza Sejmem
Przed wyborami 1928 Sel-Sojuz i Sel-Rob prowadziły ostrą rywalizację o poparcie ludności ukraińskiej zamieszkującej Chełmszczyznę i Podlasie. W tym celu Sel-Sojuz nawiązał współpracę z UNDO. Sam Wasyńczuk opowiedział się natomiast przeciwko sojuszowi z ugrupowaniami żydowskimi i wejściu w skład Bloku Mniejszości Narodowych (BMN) – było to spowodowane reperkusjami paryskiego procesu zabójcy atamana Symona Petlury, Szolema Szwarcbarda. Prowadził także rozmowy z polskimi ugrupowaniami popierającymi rząd. Ostatecznie Antin Wasyńczuk zgodził się na wejście do Bloku Mniejszości Narodowych, postawił jednak warunek – chciał znaleźć się na 1. miejscu na liście kandydatów do Senatu. Spotkało się to z odmową. Pomimo tego, Sel-Sojuz wszedł w skład BMN. W odpowiedzi na to, Antin Wasyńczuk zerwał współpracę ze swoim bratem, Pawło. Rozpoczął samodzielną akcję wyborczą, tworząc Ukraińską Narodową Listę Gospodarczą (UNLG), która otrzymała nr 36.
8 lutego 1928 Antin Wasyńczuk doprowadził do zawieszenia wydawania czasopisma Nasze Żyttia, które stało się medium publikującym artykuły zawierające ataki Sel-Robu na jego osobę. Siedzibę wydawnictwa przeniesiono do Brześcia, gdzie wznowiło działalność – gazetę drukowano w nakładzie ok. 1000 egzemplarzy i rozdawano na wiecach wyborczych UNLG.
W wyborach parlamentarnych UNLG poniosła dotkliwą klęskę, nie uzyskując żadnego mandatu. W wyborach do Sejmu w okręgu nr 27 otrzymała jedynie 389 głosów, a na Polesiu – 525. W wyborach do Senatu było to odpowiednio jedynie 343 i 50 głosów.
W efekcie tej porażki, Antin Wasyńczuk wycofał się z działalności politycznej, kontynuując aktywność na niwie gospodarczej i samorządowej. Początkowo kierowane przez niego Ukraińskie Zjednoczenie Gospodarcze (UHO) radziło sobie bardzo dobrze. Wkrótce jednak, ze względu na pogarszającą się sytuację gospodarczą, zostało zmuszone do zaciągnięcia wysokich kredytów. Na początku 1930 okazało się, że nie jest w stanie ich spłacać. W lutym 1933 walne zebranie członków spółdzielni uchwaliło jej likwidację. Wasyńczuk, wraz z sześcioma innymi członkami UHO, musiał spłacić wierzytelności Zjednoczenia w ratach długoterminowych, co bardzo negatywnie odbiło się na jego sytuacji materialnej.

## Ostatnie lata

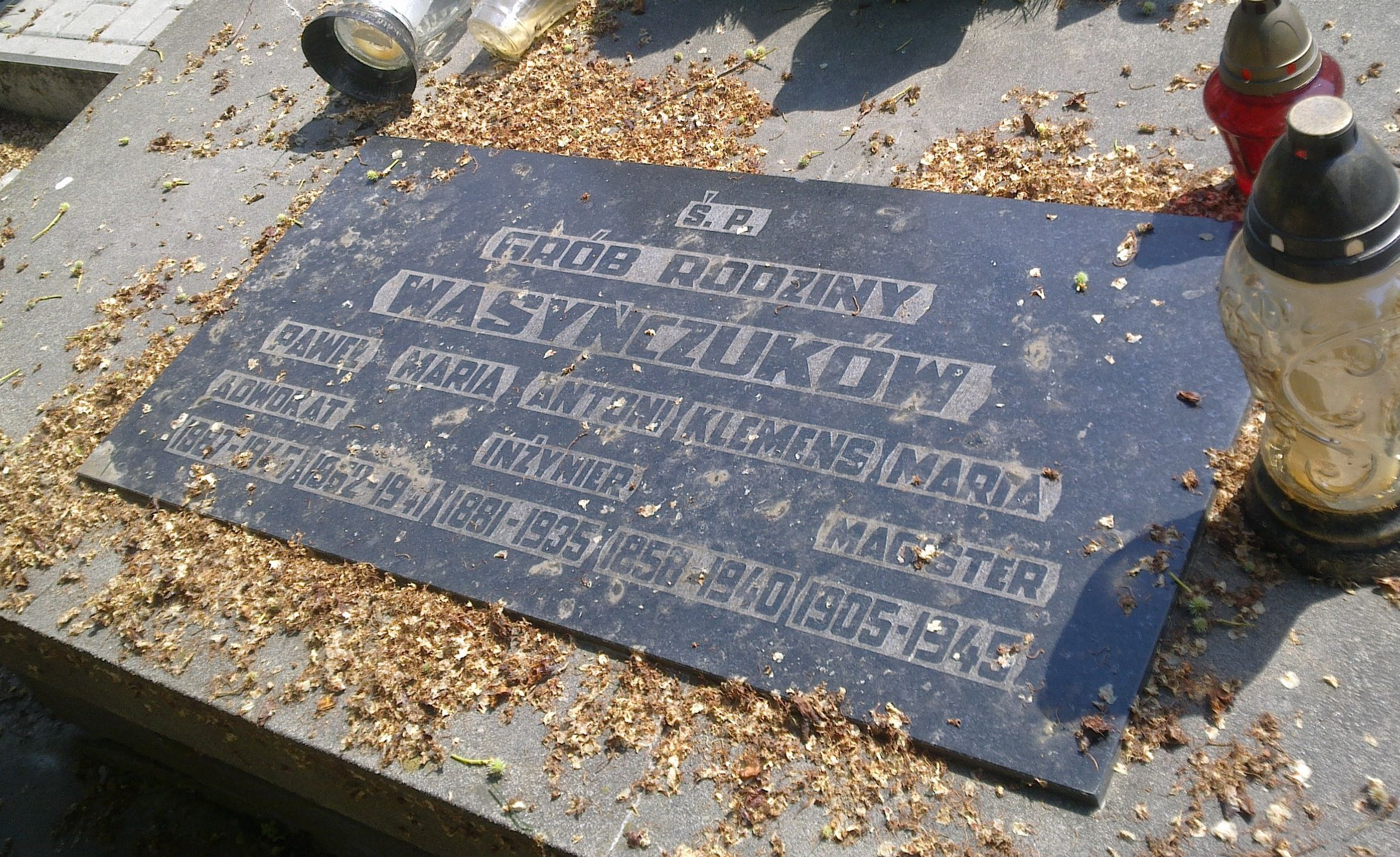
Grób rodzinny Wasyńczuków na cmentarzu przy ul. Lwowskiej w Chełmie, w którym pochowano: Antina Wasyńczuka (na nagrobku błędna data narodzin – 1881), jego matkę Marię, brata Pawło, ojca Klemensa oraz siostrę Marię

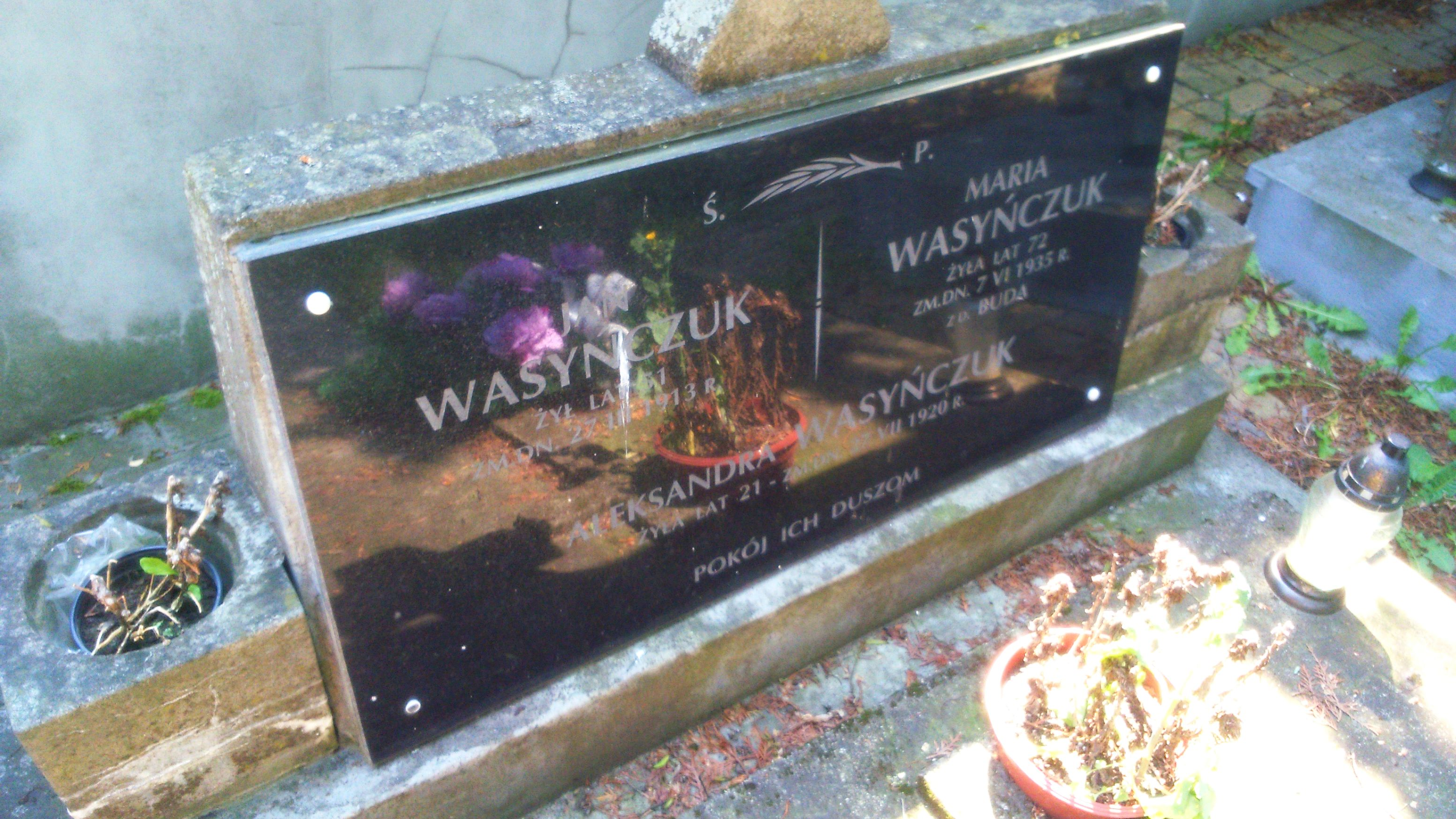
Grób wuja Antina Wasyńczuka, Jana, jego ciotki Marianny z d. Buda oraz kuzyna, Aleksandra. Cmentarz przy ul. Lwowskiej w Chełmie

Pod koniec życia Antin Wasyńczuk próbował angażować się w działalność samorządową – we wrześniu 1932 został przewodniczącym nadzwyczajnego komitetu powołanego przez chełmskie organizacje samorządowe, którego celem było doprowadzenie do dymisji członków Rady Miejskiej, w związku z wykrytymi nieprawidłowościami w prowadzeniu gospodarki miejskiej. 15 listopada 1932 Rada Miejska została rozwiązana.
Wasyńczuk planował wziąć udział w wyborach do Rady Miejskiej Chełma w maju 1934, jako przedstawiciel ludności ukraińskiej na liście Bezpartyjnego Bloku Współpracy z Rządem. Jednak kierownictwo BBWR nie zaakceptowało jego kandydatury. Próbował wobec tego wykorzystać w samodzielnych samorządowych dążeniach politycznych Klub Mieszczan-Rolników i Stowarzyszenie Rolników. Gdy i to okazało się niemożliwe, wezwał do zbojkotowania wyborów.

W kwietniu 1935 Antin Wasyńczuk zachorował na czyraka mnogiego (karbunkuł) – w efekcie ropnego zapalenia okołomieszkowego z czopami martwiczymi skóry na głowie i przypadkowego skaleczenia, doszło do ostrego zakażenia krwi. Chory został poddany operacji w szpitalu w Chełmie, jednak jego stan nie uległ poprawie. Został wobec tego przewieziony do kliniki uniwersyteckiej w Warszawie. Leczył się tam przez miesiąc. Skóra została oczyszczona podczas kolejnej operacji, jednak narkoza i postępująca cukrzyca osłabiły serce ukraińskiego polityka. Nie widząc poprawy, najbliżsi postanowili przewieźć go do rodzinnego miasta. Zmarł 13 maja 1935, podczas powrotu pociągiem z Warszawy do Chełma. Jak napisano w Biuletynie polsko-ukraińskim, opisując jego pochówek: 

Uroczysty pogrzeb ś.p. działacza ukraińskiego odbył się dn. 14 maja na miejscowym cmentarzu prawosławnym po odprawieniu nabożeństwa żałobnego w miejscowej cerkwi parafjalnej. Na wieczny spoczynek odprowadzały ś.p. A. Wasyńczuka tłumy ludności wszystkich narodowości – ukraińskiej, polskiej i żydowskiej, biorąc też udział w nabożeństwie żałobnem, bowiem nieboszczyk cieszył się dużemi sympatjami swych współziomków. Na świeżej mogile złożono szereg wieńców. W pochodzie żałobnym wzięli udział uczennice i uczniowie miejscowego gimnazjum, którzy też wzięli pod gorliwą opiekę swe koleżanki i kolegów – dzieci zmarłego.

## Poglądy polityczne
Antin Wasyńczuk był zwolennikiem politycznego porozumienia ukraińsko-polskiego. W swoich pismach i przemówieniach odwoływał się do sojuszu Józefa Piłsudskiego z Semenem Petlurą z 1920, skierowanego przeciwko bolszewikom. Był przeciwnikiem komunizmu i separatyzmu galicyjskiego. Opowiadał się przeciwko wszelkim formom radykalizmu, zarówno narodowego, jak i społecznego, propagując poglądy umiarkowane.

Dążył do uświadomienia narodowego ukraińskiej ludności zamieszkującej Chełmszczyznę i Podlasie. W tym celu propagował jej rozwój na niwie gospodarczej, kulturalnej, oświatowej i samorządowej. Wszystko to w porozumieniu z władzami polskimi. Opowiadał się za aktywną działalnością Ukraińców w ruchu spółdzielczym. Twierdził także, że najlepszą drogą do zrealizowania ich postulatów jest uczestnictwo w życiu politycznym Polski – poprzez wykorzystywanie czynnego i biernego prawa wyborczego. Przez większość swej działalności politycznej Wasyńczuk był autonomistą-federalistą. Chciał, aby w drodze rozmów z władzami państwa polskiego, doszło do powołania w granicach Polski, na terenach zamieszkanych przez Ukraińców, autonomii polityczno-narodowej z własnym Sejmem (jako jego siedzibę wskazywano Lwów, Chełm lub Łuck), sądownictwem, administracją, szkolnictwem i wojskiem. Twór taki miałby być formą przechodnią, do czasu utworzenia niepodległej Ukrainy (połączonej z Polską w federacji), w skład której miały wejść także ziemie znajdujące się w granicach Ukraińskiej Socjalistycznej Republiki Radzieckiej. Droga ku temu miała zdaniem Wasyńczuka wieść poprzez antyradziecki sojusz polsko-ukraiński. Jak sam stwierdził: 

Najpierw trzeba uzyskać autonomię i możność współpracy narodu ukraińskiego z polskim, a dopiero później zobaczy się, gdy naród ukraiński dorośnie, czy będą mogli Ukraińcy myśleć o stworzeniu samostijnej Ukrainy. Ale na to trzeba jeszcze wiele czasu.

W 1927, widząc brak popularności koncepcji autonomii zarówno pośród ludności ukraińskiej (poddanej wpływom zarówno ugrupowań komunizujących i komunistycznych, jak i nacjonalistów), a także brak przekonania do niej pośród polskich ugrupowań lewicowych, zrewidował swe poglądy. Od tej pory domagał się jedynie ukrainizacji Cerkwi prawosławnej, otwarcia przez polskie władze zamkniętych świątyń, utworzenia szkół ukraińskich na Chełmszczyźnie i Podlasiu, zwiększenia aktywności Ukraińców na polu samorządowym i spółdzielczym.

## Rodzina i życie prywatne

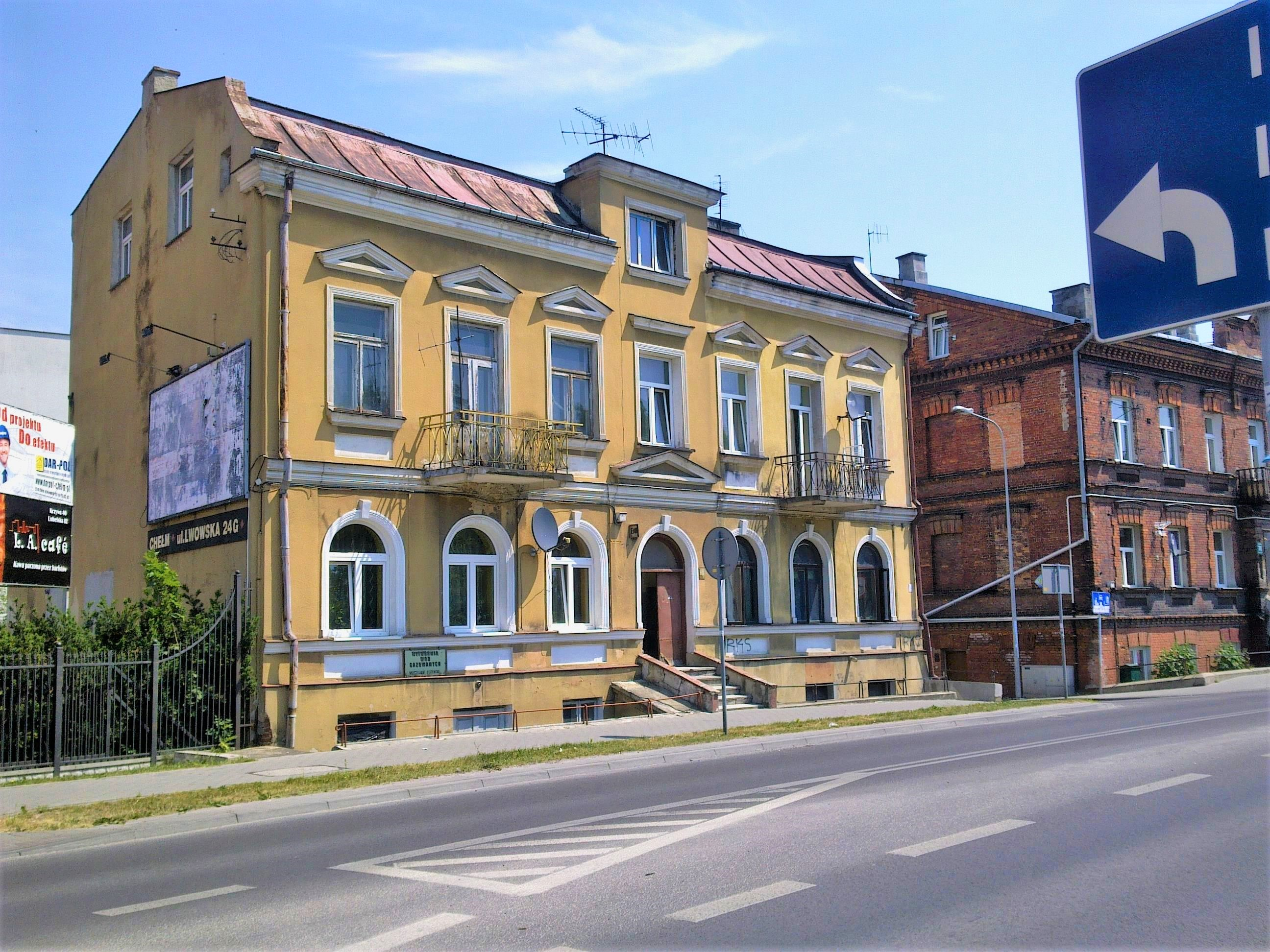
Kamienica przy ul. Lubelskiej 80 w Chełmie, zbudowana przez Antina Wasyńczuka w 1924. Mieszkał on w niej wraz z rodziną

Z małżeństwa Antina Wasyńczuka ze Stefanią Galińską (ur. 1898, zm. 1994 w USA) urodziło się siedmioro dzieci:
- Klemens (ur. 11 października 1917, zm. 1992) – absolwent Szkoły Podchorążych w Zegrzu, uczestnik kampanii wrześniowej, następnie przebywał w niewoli niemieckiej, potem znajdował się w amerykańskiej strefie okupacyjnej, wyjechał do USA i zamieszkał w Kalifornii, gdzie jako specjalista od łączności satelitarnej pracował w NASA (budował m.in. silniki do wahadłowca Columbia)[75],
- Irena (ur. 28 czerwca 1918 w Nieżynie) – podczas powstania warszawskiego pracowała w szpitalu, potem znalazła się w obozie dla uchodźców ze stolicy w Pruszkowie, następnie zamieszkała w Sulejowie i w Żywcu[76],
- Ludmiła Krystyna (ur. 22 listopada 1919 w Chełmie, zm. 2001) – od 1944 w Warszawie, następnie w obozie w Pruszkowie, wywieziona w głąb Niemiec wraz z matką, potem w amerykańskiej strefie okupacyjnej, następnie wyjechała do USA, gdzie wyszła za Polaka, Jana Jabłonowskiego[76],
- Maria (ur. 9 listopada 1921 w Chełmie, zm. 18 kwietnia 1945) – podczas wojny przebywała w Chełmie, zamordowana razem z Pawło Wasyńczukiem w 1945 (według różnych źródeł sprawcami zabójstwa miało być polskie podziemie, UB lub NKWD)[77],
- Mirosław (ur. 10 sierpnia 1923 w Chełmie, zm. 1944) – zatrudniony przez Niemców podczas II wojny światowej w charakterze strażnika kolejowego, zastrzelony przez polskich partyzantów[77],
- Eugeniusz (brat bliźniak Leona, ur. 24 marca 1925) – wywieziony na roboty przymusowe do Niemiec podczas II wojny światowej, potem w amerykańskiej strefie okupacyjnej, następnie w USA[76],
- Leon (brat bliźniak Eugeniusza, ur. 24 marca 1925)  – wywieziony na roboty przymusowe do Niemiec podczas II wojny światowej, potem w amerykańskiej strefie okupacyjnej, następnie w USA, jako inżynier wojskowy brał udział w wojnie koreańskiej[76].

Dzieci wychowywane były w atmosferze wielokulturowości – w domu używano zarówno języka ukraińskiego, jak i polskiego. Sam Wasyńczuk rozmawiał z nimi czasem także w języku niemieckim. Rodzina obchodziła zarówno święta katolickie, jak i prawosławne.
Przez mu współczesnych Antin Wasyńczuk opisywany był jako osoba zrównoważona, obowiązkowa, racjonalna, punktualna, nie okazująca zbyt wiele emocji, choć jednocześnie energiczna, sprytna, przebiegła i ambitna, a ponadto ostrożna i rozważna. Wykazywał się także umiejętnościami oratorskimi, był dobrym organizatorem i wykazywał cechy przywódcze. Te z cech jego charakteru, które decydowały o jego wyważeniu, odróżniały go od brata Pawło, który miał raczej wybuchowe usposobienie. Z tego powodu był bardzo często z nim skonfliktowany. Pasjonował się geografią, gromadząc różnorakie atlasy i specjalistyczną literaturę (przyjaźnił się m.in. ze znanym geografem, prof. Eugeniuszem Romerem). Znał dobrze łacinę. Interesował się również malarstwem włoskim.
W 1919 Antin Wasyńczuk zakupił posesję w Chełmie, przy ulicy Lubelskiej 80, gdzie z funduszy pochodzących z diety poselskiej, wybudował w 1924 trzykondygnacyjną kamienicę. Prowadził własne biuro handlowe, zajmujące się pośrednictwem w sprzedaży płodów rolnych.

## Wywód genealogiczny
| Stepan Wasyńczuk (1827–?) | Stepan Wasyńczuk (1827–?) |                                                                    |                                                                    | Anna Paczosa (ur. ? – zm. ?) | Anna Paczosa (ur. ? – zm. ?) |  |  | Mateusz Dżaman (ur. ? – zm. ?) | Mateusz Dżaman (ur. ? – zm. ?) |                                                            |                                                            | Julianna Kutynav (ur. ? – zm. ?) | Julianna Kutynav (ur. ? – zm. ?) |
|                           |                           |                                                                    |                                                                    |                              |                              |  |  |                                |                                |                                                            |                                                            |                                  |                                  |
|                           |                           |                                                                    |                                                                    |                              |                              |  |  |                                |                                |                                                            |                                                            |                                  |                                  |
|                           |                           | Kłymentij Wasyńczuk (ur. 1 lutego 1860 – zm. 27 października 1940) | Kłymentij Wasyńczuk (ur. 1 lutego 1860 – zm. 27 października 1940) |                              |                              |  |  |                                |                                | Maria Dżaman (ur. 18 kwietnia 1864 – zm. 27 sierpnia 1942) | Maria Dżaman (ur. 18 kwietnia 1864 – zm. 27 sierpnia 1942) |                                  |                                  |
|                           |                           |                                                                    |                                                                    |                              |                              |  |  |                                |                                |                                                            |                                                            |                                  |                                  |
|                           |                           |                                                                    |                                                                    |                              |                              |  |  |                                |                                |                                                            |                                                            |                                  |                                  |
|                           |                           |                                                                    |                                                                    |                              |                              |  |  |                                |                                |                                                            |                                                            |                                  |                                  |

|  |  |  |  | Antin Wasyńczuk ur. 21 listopada 1885 – zm. 13 maja 1935 |